# Złoczew (công xã)
Gmina Złoczew là một vùng thành thị-nông thôn (quận hành chính) ở Sieradz, Łódź Voivodeship, ở miền trung Ba Lan. Khu hành chính của nó là thị trấn Złoczew, nằm cách khoảng 23 kilômét (14 mi) phía tây nam Sieradz và 73 km (45 mi) phía tây nam của thủ đô khu vực Łódź.
Gmina có diện tích 118,02 kilômét vuông (45,6 dặm vuông Anh), và tính đến năm 2006, tổng dân số của nó là 7.398 (trong đó dân số Złoczew lên tới 3.403, và dân số của vùng nông thôn của Gmina là 3.995).

## Làng
Ngoài thị trấn Złoczew, Gmina Złoczew chứa các làng và các khu định cư của Andrzejówka, Biesiec, Borzęckie, Broszki, Broszki-Kolonia, Bujnów, Bujnów-Kolonia, Burdynówka, Czarna, Dąbrowa Miętka, Doliny, Emilianów, Filipole, Galbierka, Glina, Gorki, Grojec Maly, Grojec Wielki, Grojec Wielki-Gajówka, Grojec Wielki-Leśniczówka, Gronówek, Jaryszek, Jaźwiny, Jeże, Kamasówka, Kamasze, Kita, Koźliny, Kresy, Krzyżanka, Lagiewniki, Łeszczyn, Lipiny, Lugi, Miklesz, Miklesz- Kolonia, Mlýn, Napłatek, Niwa, Obojęcie, Pieczyska, Pogony, Pokarczemna, Pokowalska, Potok, Prusaki, Przerwa, Przylepka, Robaszew, Serwitut (sołectwo Czarna), Serwitut (sołectwo Stolec), Siekanie, Stanisławów, Stara Wies, Stolec, Stolec Poduchowny, Struga, Szklana Huta, Szlachecka, Uników, Uników Poduchowny, Uników-Kolonia, Wandalin, Wandalin nad Szosą, Wilkołek Grójecki, Wilkołek Unikowski, Zapowiednik và Z awiatraki.

## Gmina lân cận
Gmina Złoczew giáp với Gmina của Brąszewice, Brzeznio, Burzenin, Klonowa, Konopnica, Lututow và Ostrówek.